# Stazione di Castiglioncello
La stazione di Castiglioncello, sita nell'omonima località, è una fermata posta nel comune di Rosignano Marittimo.

## Storia
Progettata dall'ing. Giuseppe De Montel, fu inaugurata nel 1910 contestualmente all'apertura della linea costiera Vada-Livorno, tratta che andava a sostituire il percorso più interno, coincidente con l'originaria Ferrovia Maremmana, passante per Collesalvetti.
Durante i lavori di realizzazione della vicina galleria sotto piazza della Vittoria, eseguita a cielo aperto e poi ricoperta, furono rinvenuti numerosi reperti archeologici.

## Strutture e impianti
Il fabbricato viaggiatori risulta ceduto in comodato d'uso all'amministrazione di Rosignano Marittimo e ospita un ufficio per le informazioni turistiche. All'interno dello stesso si trova una biglietteria self-service.
La stazione in origine era dotata di un magazzino merci, con annesso fascio di binari; l'area è stata trasformata in un parcheggio. Il magazzino merci, oggi al centro del parcheggio, è stato restaurato recentemente, in quanto trovavasi in stato di avanzato degrado.
Dal punto di vista architettonico, il fabbricato viaggiatori si discosta dal tradizionale stile delle Ferrovie dello Stato, richiamandosi a quello neogotico del vicino Castello Pasquini: presenta un corpo di fabbrica caratterizzato da aperture ogivali e archetti pensili, con una torretta su lato settentrionale.
Infatti, i terreni sui quali sorse la struttura furono ceduti dal barone Patrone, proprietario del suddetto castello, a condizione che lo stile del fabbricato viaggiatori ricalcasse quello della propria dimora, al fine di armonizzarsi con essa.

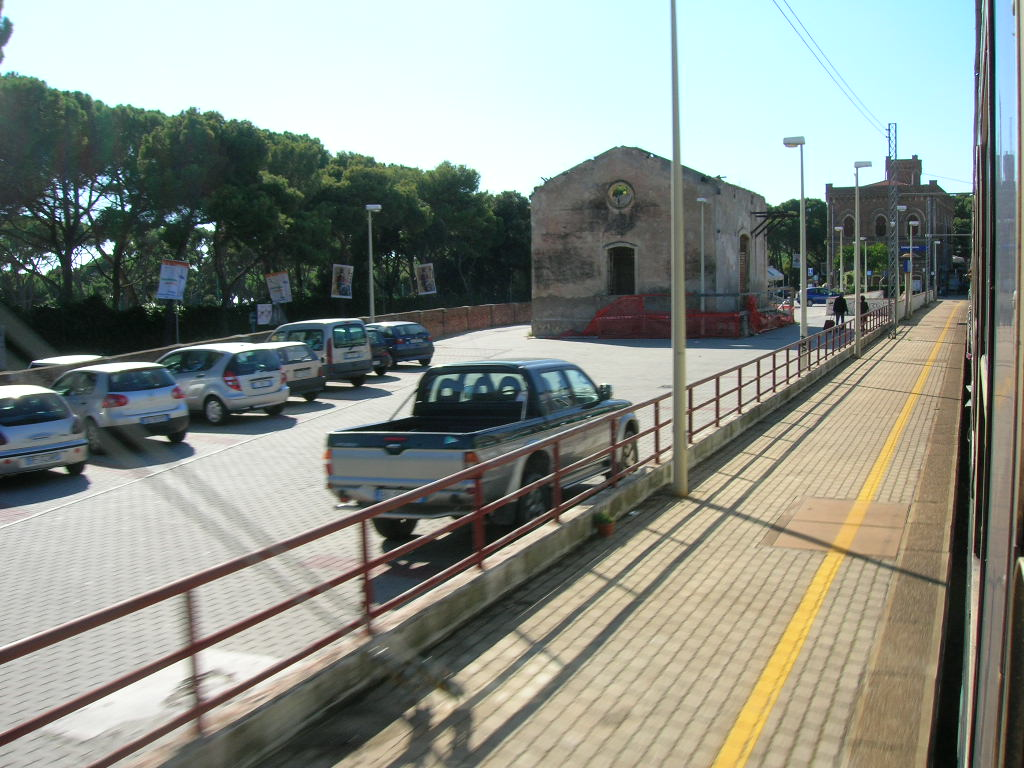
Veduta dell'ex scalo merci

## Movimento
La fermata è servita da relazioni regionali Trenitalia, svolte nell'ambito dei contratti di servizio stipulati con la Regione Toscana, denominati "Memorario".

## Servizi
La fermata è classificata da RFI nella categoria "Silver" ed è provvista di un sottopassaggio di collegamento fra i due binari.
- Biglietteria automatica
- Servizi igienici
- Ristorante